# Старые Морги (Узденский район)
Старые Морги (бел. Стары́я Маргі́) — деревня в Узденском районе Минской области Беларуси. В составе Слободского сельсовета.

## География
Рядом дорога Р-61.
Ближайшие населённые пункты Ануфрово, Хоромицкие и др.

## История
В 1909 году в Слободо-Пырашевской волости Игуменского уезда Минской губернии.
До 2013 года деревня входила в состав Каменковского сельсовета.

## Население

### Численность
- 2009 год — 71 житель

### Динамика
- 1909 год — 418 жителей, 71 двор[2]
- 2009 год — 71 житель (перепись населения)[2]

## Достопримечательность

### Памятник, скульптура
- Памятник Воинам, павшим в годы Великой Отечественной войны[4]
- Памятный знак Герою Советского Союза Ивану Козичу (2023)[5]. Памятный знак оцифрован.

## Известные лица
- Козич, Иван Семёнович — советский лётчик-истребитель, участник Великой Отечественной войны, Герой Советского Союза (1943).